# Campeonato Italiano de Futebol - Série A (1963–64)
A Primeira Divisão do Campeonato Italiano de Futebol da temporada 1963-1964, denominada oficialmente de Serie A 1963-1964, foi a 62º edição da principal divisão do futebol italiano e a 32º edição da Serie A. O campeão foi o Bologna que conquistou seu 7º título na história do Campeonato Italiano. O artilheiro foi Harald Nielsen, do Bologna, com 21 gols.

## Premiação
| Serie A 1963-1964           |
| Emília-Romanha              |
| --------------------------- |
| BOLOGNA Campeão (7º título) |